# Schwarzes Kopfried
Das Schwarze Kopfried (Schoenus nigricans), auch Kopfbinse oder Schwärzliche Kopfbinse genannt, ist eine Pflanzenart in der Gattung Kopfried (Schoenus) innerhalb der Familie der Sauergrasgewächse (Cyperaceae). Es ist kosmopolitisch verbreitet.

## Beschreibung

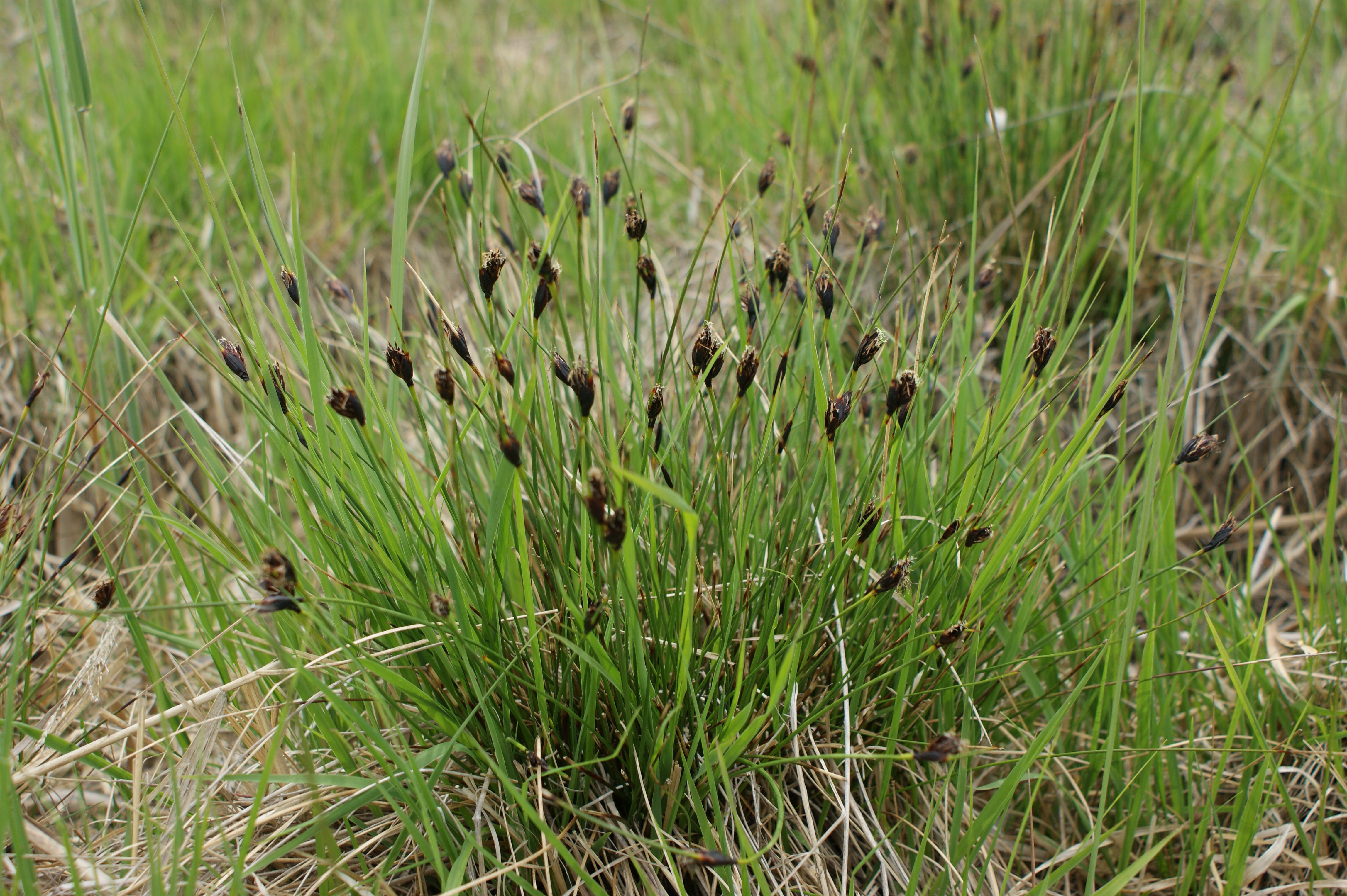
Schwarzes Kopfriet (Schoenus nigricans)

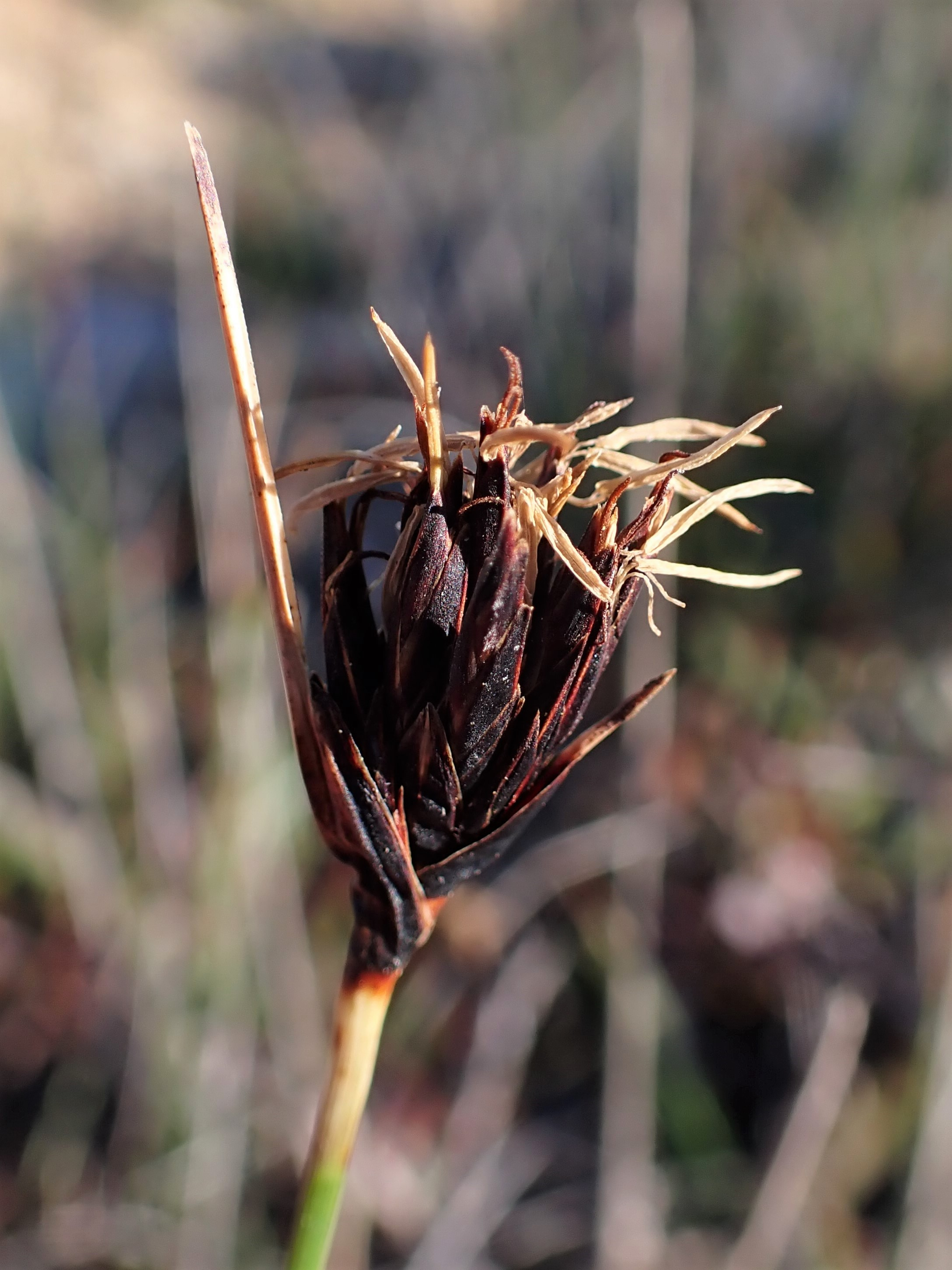
Blütenstand

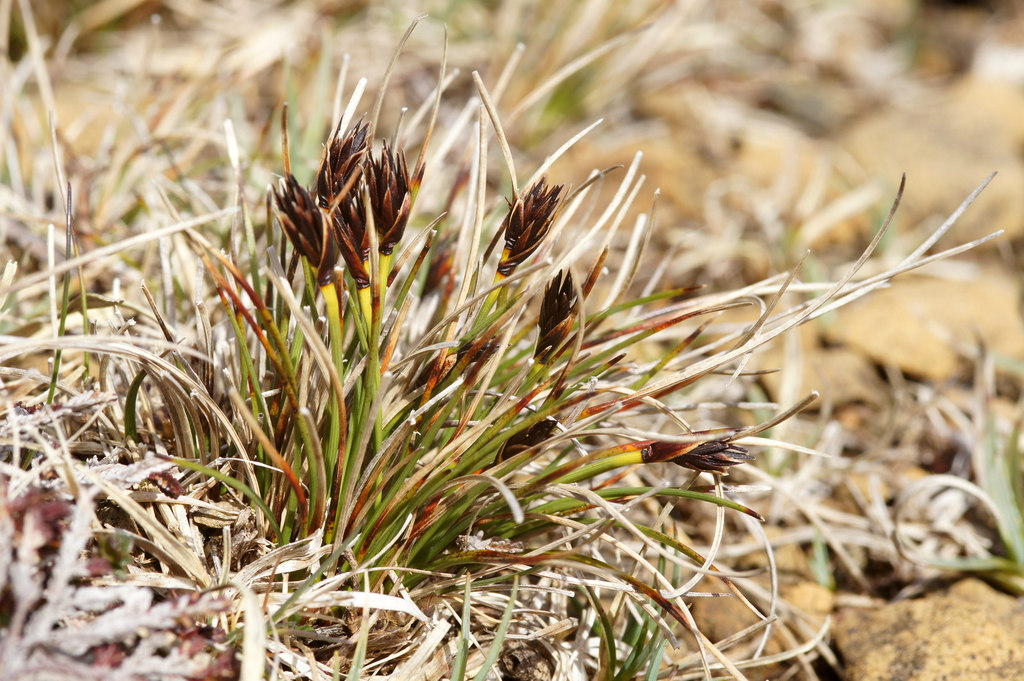
Schwarzes Kopfried auf den Shetland-Inseln

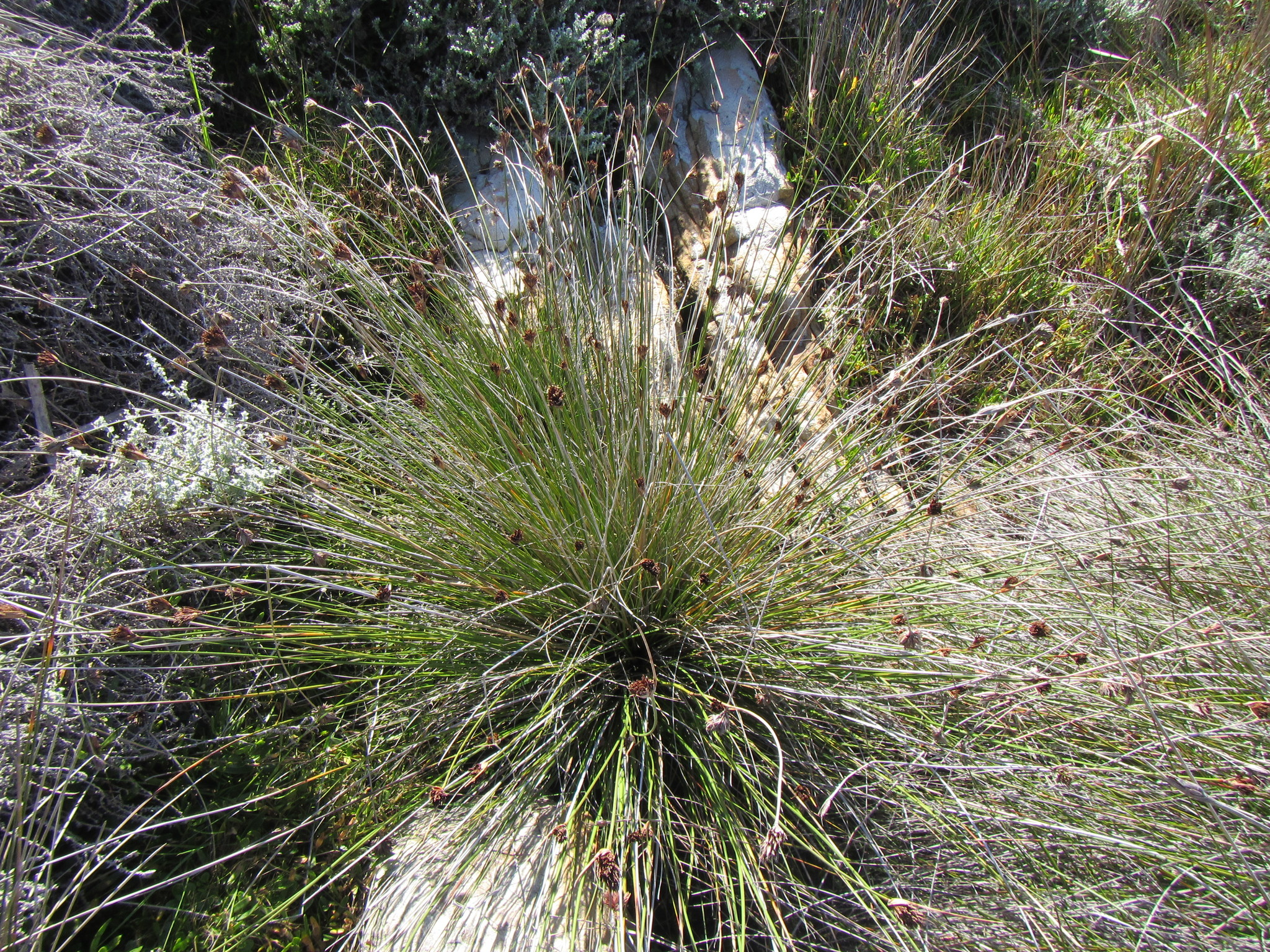
Schwarzes Kopfried auf steinigem Biotop in Südafrika

### Vegetative Merkmale
Das Schwarze Kopfried ist ein überwinternd grüne, ausdauernde krautige Pflanze. Die binsenartige Pflanze erreicht Wuchshöhen von 20 bis 80 Zentimetern und wächst in triebreichen und festen Horsten, die ihrerseits dichte Rasen bilden können. Die runden, blau- bis graugrünen Stängel wachsen starr aufrecht, später überhängend und sind nur am Grund beblättert. Die Blattscheiden sind lang, schwarz- oder gelbbraun und glänzend. Die Laubblätter sind sehr schmal borstlich und rau. Das untere der ein bis zwei Hüllblätter überragt den Blütenstand deutlich.

### Generative Merkmale
Der endständige Blütenstand besteht aus fünf bis zwanzig kopfartig zusammengezogenen, kurz gestielten Ährchen. Das Ährchen ist bei einer Länge von 8 bis 12 Millimetern lanzettlich und enthält zwei- bis sieben Blüten. Die Blüten sind zwittrig, die oberen sind zuweilen männlich. Die Blüten tragen je ein bis sechs kurze, behaarte, bräunliche Perigonborsten, die deutlich kürzer sind als die Frucht. Die zweireihig angeordneten Spelzen sind einer Länge von 5 bis 7 Millimetern lanzettlich mit spitzem oberen Ende, stark gekielt und schwarz-braun. Der Kiel und der Rücken sind rau. Der Griffel ist am Grunde verdickt. Die weiße Frucht ist stumpf dreikantig und bis zu 1,5 Millimeter lang.
Die Chromosomenzahl beträgt 2n = 44 oder 54.

## Ökologie
Beim Schwarzen Kopfried handelt es sich um einen helomorphen Hemikryptophyten. Das Schwarze Kopfried ist eine Volllichtpflanze.
Die Bestäubung erfolgt durch den Wind (Anemophilie).
Die Ausbreitung der Diasporen erfolgt durch den Wind, durch Klettausbreitung, die Früchte werden aber auch von Tieren verschleppt oder Selbstausbreitung.

## Vorkommen und Gefährdung
Das Schwarze Kopfried ist in Europa, Vorder- und Zentralasien, Afrika sowie in der Neuen Welt weitverbreitet. In der Neuen Welt kommt es in Kalifornien, Nevada, Florida, Texas, New Mexico, Mexiko, Belize, Honduras, Nicaragua, Kuba, und in der Dominikanischen Republik vor.
In Europa erstreckt sich sein Verbreitungsgebiet vom Mittelmeerraum bis Island, England und Schottland, bis Dänemark, im Ostseegebiet auf den Inseln tritt es bis 59° nördlicher Breite auf, hat aber sogar Vorkommen auf Spitzbergen. In Norwegen ist die Art ausgestorben.
In Deutschland liegt der Verbreitungsschwerpunkt vor allem im Alpenvorland, kleinere Vorkommen gibt es im Oberrheingebiet, auf den Ostfriesischen Inseln und im Norddeutschen Tiefland. Weitere, großteils erloschene Vorkommen gibt es in der Mittelgebirgszone. In den Alpen steigt es bis zur Waldgrenze auf. Es erreicht in Graubünden bei Susch eine Höhenlage von 1500 Meter, im Kanton Wallis bei Thyon von 2000 Meter.
In Mitteleuropa wächst es in Kalkflachmooren, an Ufern, Quellhängen, in Pfeifengraswiesen auf nassen, mehr oder weniger lehmigen, kalkreichen Tuff- und Torfböden. Sein ökologischer Schwerpunkt liegt auf kalkreichen, stickstoffarmen bis stickstoffärmsten, nassen, oft überschwemmten Böden mit oft schlechter Luftführung.
Die ökologischen Zeigerwerte nach Landolt et al. 2010 sind in der Schweiz: Feuchtezahl F = 4+w+ (nass aber stark wechselnd), Lichtzahl L = 4 (hell), Reaktionszahl R = 5 (basisch), Temperaturzahl T = 3+ (unter-montan bis ober-kollin), Nährstoffzahl N = 2 (nährstoffarm), Kontinentalitätszahl K = 2 (subozeanisch), Salztoleranz = 1 (tolerant).
Das Schwarze Kopfried tritt in verschiedenen Kalk-Zwischenmoor-Gesellschaften auf. Typische Begleiter des Schwarzen Kopfrieds im Schoenetum nigricantis W.Koch 1926 (= Orchido-Schoenetum nigricantis Oberd. 1957) sind die Sumpf-Stendelwurz (Epipactis palustris), die Armblütige Sumpfbinse (Eleocharis quinqueflora), das Breitblättrigen Wollgras (Eriophorum latifolium) sowie das Gemeine Fettkraut (Pinguicula vulgaris). Kommt das Schwarze Kopfried gemeinsam mit seiner Schwesterart, dem Rostroten Kopfried (Schoenus ferrugineus), auf, bilden beiden Arten oft einen Hybriden, das Bastard-Kopfried (Schoenus ×scheuchzeri), der dann meist häufiger als seine Elternarten auftritt. An der Nordseeküste gedeiht das Schwarze Kopfriet auch im Junco-Schoenetum.
In Deutschland ist das Schwarze Kopfried „stark gefährdet“, in der Schweiz ist sie „potentiell gefährdet“.

## Taxonomie
Die Erstveröffentlichung von Schoenus nigricans erfolgte 1753 durch Carl von Linné in Species Plantarum, Tomus I, Seite 43.

## Nutzung
Die Kopfriedbestände sind für die landwirtschaftliche Nutzung uninteressant, denn das Schwarze Kopfried ist kein schmackhaftes Futter, und für die Verwendung als Streu wird es nicht hoch genug. Dem ist es zu verdanken, dass Standorte des Kopfrieds da und dort ungestört erhalten wurden, und mit ihnen ihre meist interessante Begleitflora.